# Koziel (województwo świętokrzyskie)
Koziel – wieś w Polsce położona w województwie świętokrzyskim, w powiecie kieleckim, w gminie Raków.
W latach 1975–1998 miejscowość administracyjnie należała do województwa kieleckiego.